# Joseph Gras y Granollers
Joseph Gras y Granollers (Agramunt, 22 janvier 1834 - Grenade, 7 juillet 1918) est un prêtre catholique espagnol fondateur des Filles du Christ-Roi et reconnu vénérable par l'Église catholique.

## Biographie
Il naît le 22 janvier 1834 à Agramunt en Catalogne. À 13 ans, il entre au séminaire de Barcelone ; il est ordonné le 20 mars 1858 et devient professeur de théologie au séminaire de Tarragone. Entre 1860 et 1865, il est précepteur des enfants du marquis de Peñaflor à Madrid et Écija. En 1865, il écrit El Paladín de Cristo pour défendre la divinité du Christ nié par Renan dans sa Vie de Jésus. En 1866, alors qu'il est coadjuteur de la paroisse de San José de Barcelone, il obtient un diplôme en théologie au séminaire de Grenade et devient chanoine à l'abbaye du Sacromonte où il réside par la suite.
Il est professeur d'histoire ecclésiastique du collège annexé à l'abbaye jusqu'à sa mort. Cependant, son activité principale se concentre sur l'écriture, en particulier dans les journaux et les magazines. Il fonde la société religieuse et littéraire « Académie et Cour du Christ » à Grenade en 1866, dans le but de promouvoir le culte et la dévotion au Christ Roi. En 1867, il fonde le magazine religieux El bien, qu'il publie jusqu'à sa mort. En 1876, il fonde les Filles du Christ-Roi, congrégation vouée à l'enseignement, à l'adoration eucharistique et à la réparation. 
Il décède à Grenade le 7 juillet 1918 et sa dépouille est enterrée au cimetière de l'abbaye de Sacromonte. En 1927, les restes sont transférés à l'église de saint Grégoire le Grand de Grenade. Il est reconnu vénérable le 26 mars 1994 par le pape Jean-Paul II.